# Пармський баптистерій
Пармський баптистерій (італ. Battistero di Parma) — релігійна споруда в Пармі, на півночі Італії. В архітектурному плані баптистерій Пармського собору знаменує собою перехід між романським і готичним стилями, а також передвісником Відродження. Він вважається одним з найважливіших середньовічних пам'яток у Європі.

## Опис
У XIII століття з'явилася мода будувати каплиці для хрещення окремо від собору на площі.
Міська рада Парми доручила Бенедетто Антеламі побудувати баптистерій у 1196 році. Зовнішня частина з рожевого веронського мармуру восьмикутна. Всередині міститься шістнадцять арок, утворюючи алькови, кожна з яких містить намальовану сцену.
Будівля має чітко виражені три яруси, перший з яких утворює арки. Наступний ярус має 4 поверхи з тоненькими колонадами, що облегшують фасад. Є деякі риси готики — пінаклі над рівнем карниза.
Все це фрески та розписи XIII–XIV ст. Але найяскравішою частиною баптистерію є його розписана куполоподібна стеля. З центру стелі виходить шістнадцять променів, кожен з яких відповідає аркам.
Однак з часом виникли проблеми, оскільки картини не були справжніми фресками. Фарба почала відриватися від стін і буквально зависла. У зв'язку з цим баптистерій довелося ретельно укріплювати та відновлювати.

## Галерея

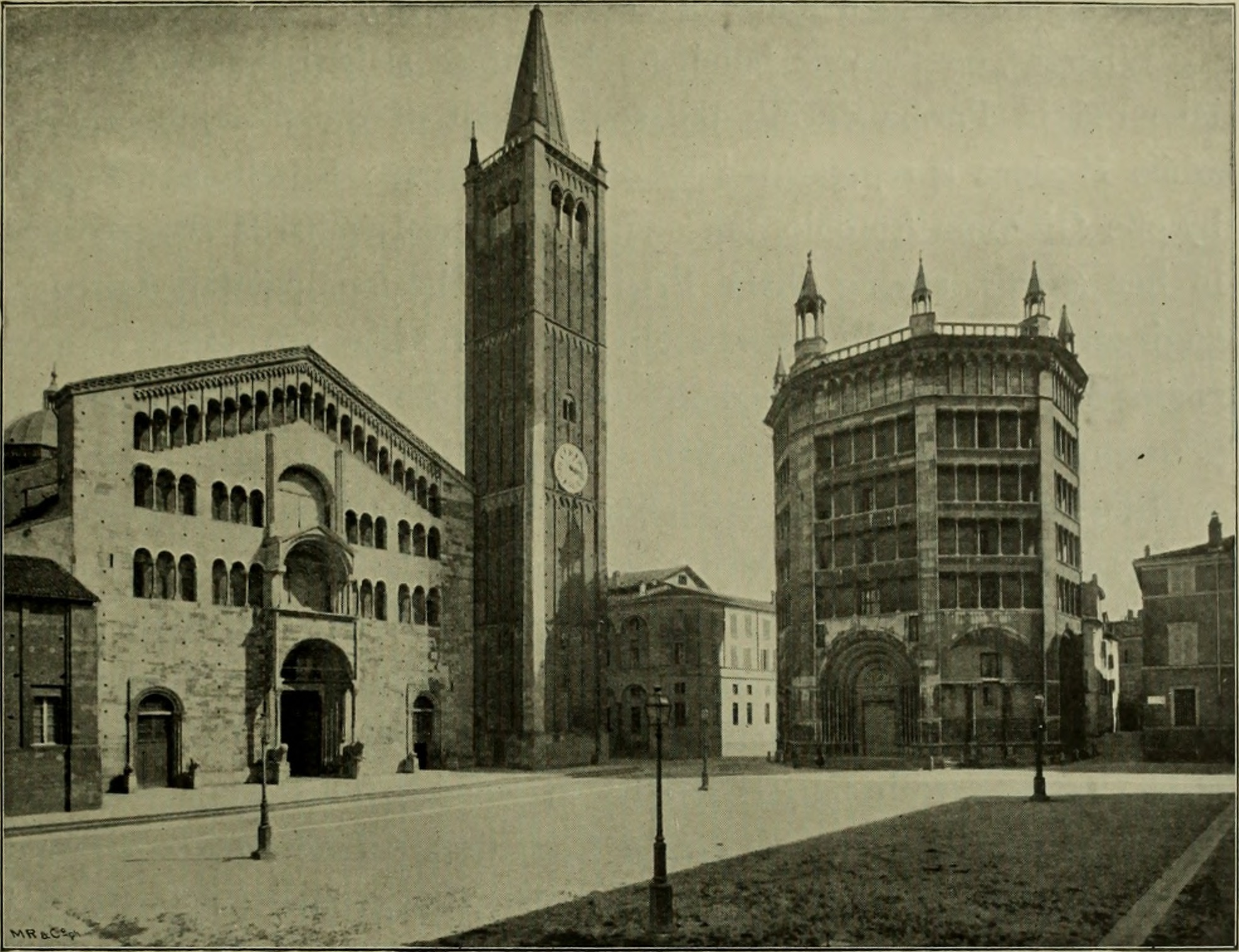
Пармський баптистерій, 1896
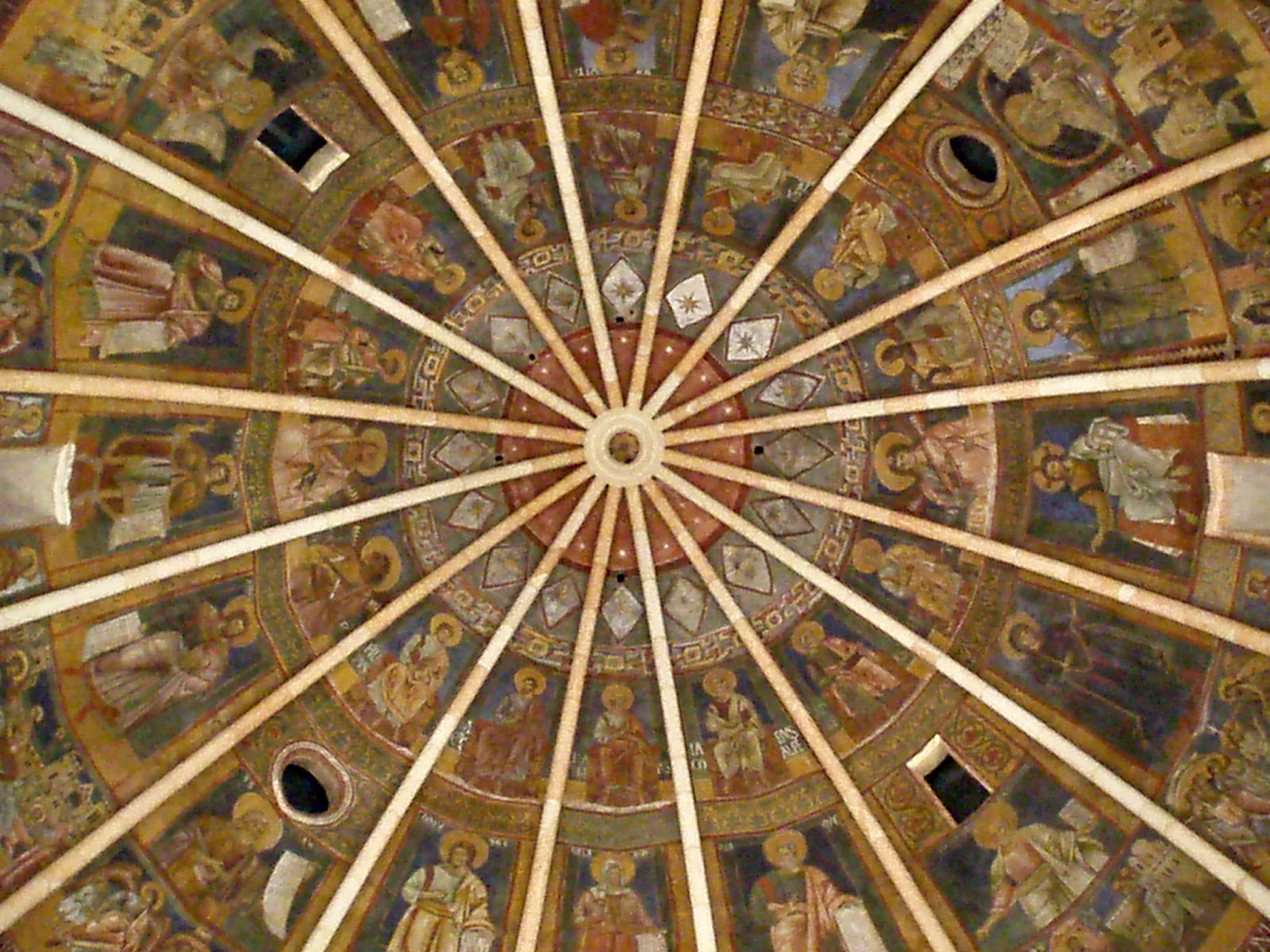
Середина пофарбованої стелі
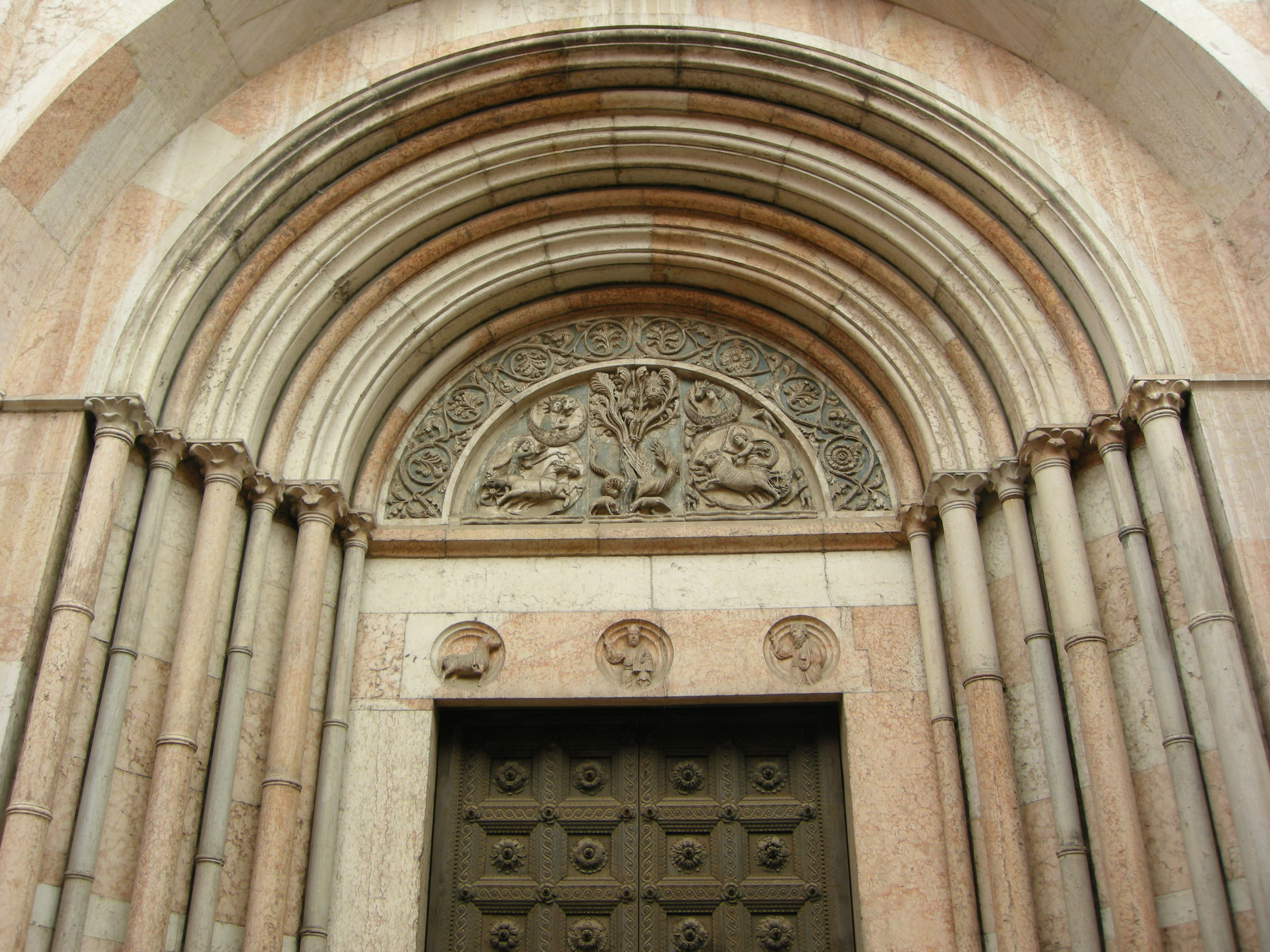
Портал
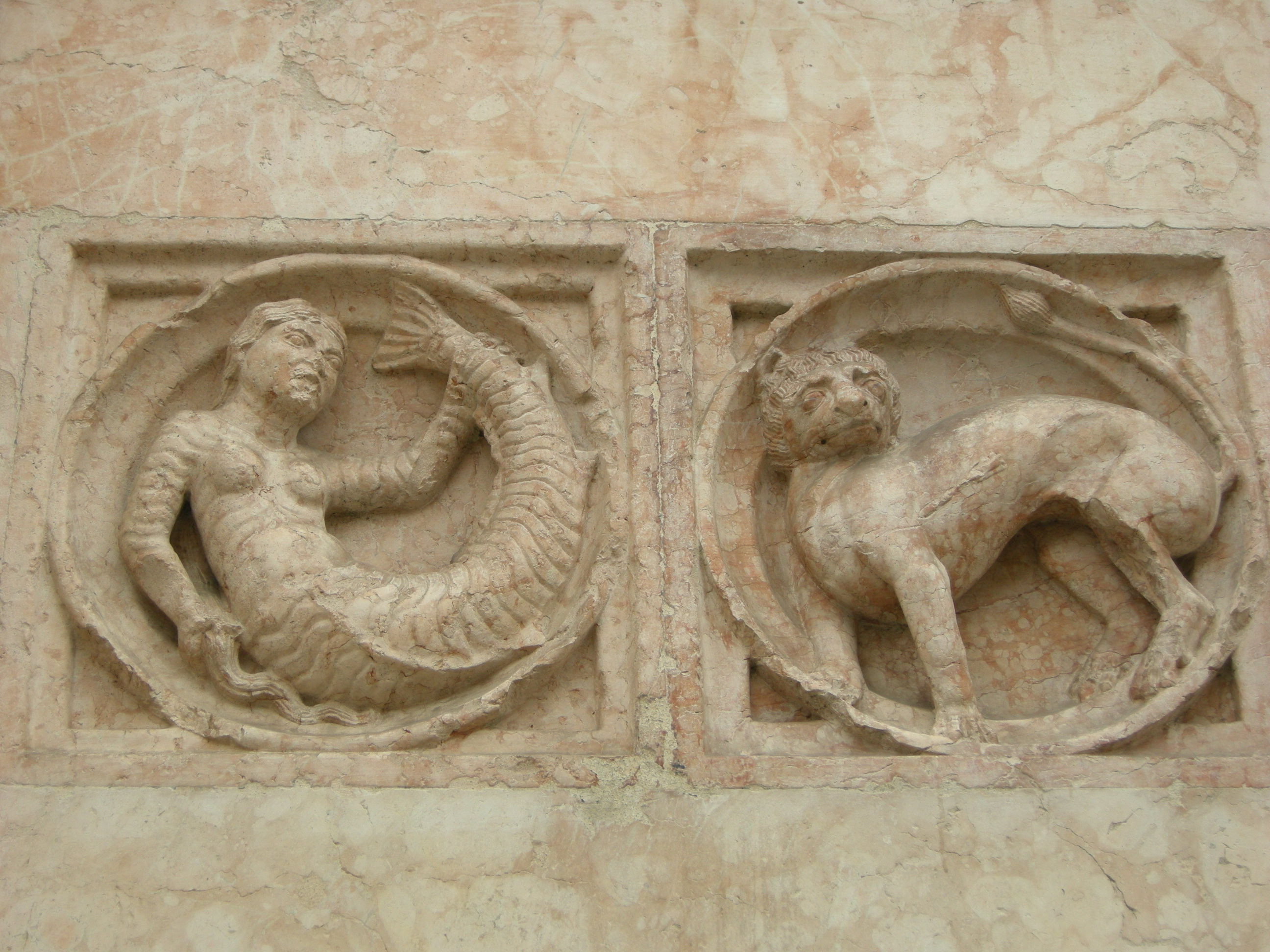
Барельєфи
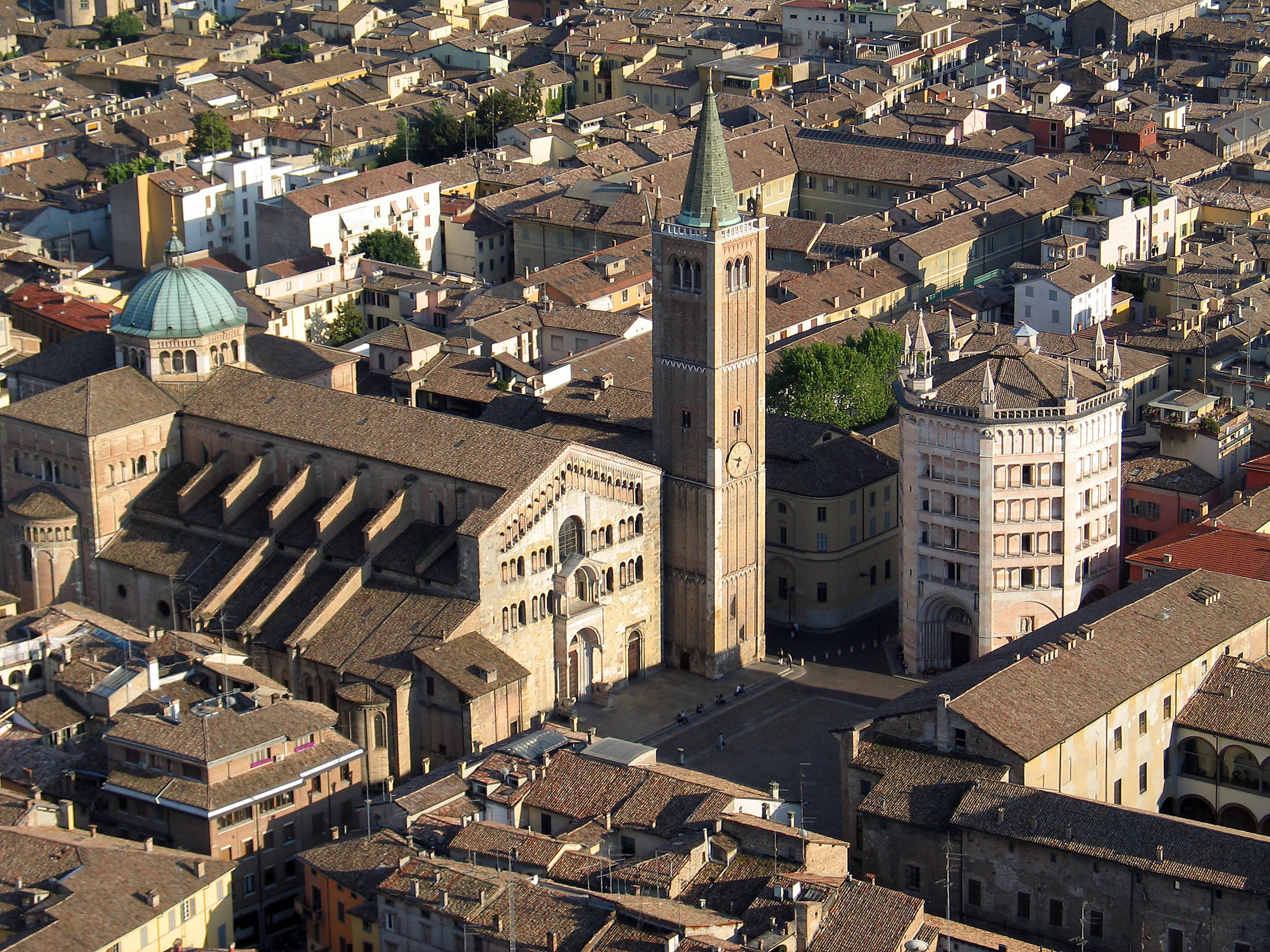
Вид з повітря на баптистерій та Пармський собор з його дзвіницею